# Тасманийски гигантски сладководен омар
Тасманийските гигантски сладководни омари (Astacopsis gouldi) са вид десетоного от семейство Parastacidae. Това е най-едрото съвременно мекотело, обитаващо сладководни басейни. Видът е застрашен от изчезване.

## Разпространение и местообитание
Разпространен е в Австралия (Тасмания).
Обитава сладководни басейни, морета, реки и потоци.

## Описание
Популацията на вида е намаляваща.